# José Eugenio de Elías
José Eugenio de Elías (Buenos Aires, Virreinato del Río de la Plata, 6 de noviembre de 1760 - Buenos Aires, Argentina, 26 de septiembre de 1832), jurisconsulto, político y abogado argentino de fines del siglo XVIII y comienzos del XIX.

## Biografía
Cursó estudios en la Universidad de Córdoba y la Universidad Mayor Real y Pontificia San Francisco Xavier de Chuquisaca, graduándose de bachiller en esta última en 1789 y luego de doctor en leyes el 31 de octubre de 1791.Fue gobernador de varias provincias altoperuanas, miembro de la Academia Carolina y, en 1808, asesor letrado de la Junta de Montevideo. Se mostró partidario de la Revolución de Mayo. El 7 de junio de 1817 fue nombrado secretario del soberano Congreso general Constituyente cuando éste se instaló en Buenos Aires después de haber proclamado la independencia nacional.
Por decreto del 25 de septiembre de 1821, se le designó Asesor auxiliar del auditor del Ejército y Marina y asesor de Matrículas del gobierno, caracterizándose por su rectitud y saber. Alcanzó a dirigir la Universidad de Buenos Aires en su condición de vicerrector desde octubre de 1825 a abril de 1826, entre las gestiones del Dr. Antonio Sáenz y la del Dr. Valentín Gómez. En esta última fecha fue elegido constituyente al Congreso que sancionó la Constitución Unitaria de aquel año. En 1830 se lo nombró juez de primera instancia en lo Civil, y posteriormente, desempeño la fiscalía de la Cámara de Justicia en lo Criminal. Falleció en Buenos Aires el 26 de septiembre de 1832 a los 73 años de edad.
Se había casado con doña María Isabel Colón de Larreátegui. Fueron padres entre otros de Ángel, secretario de Urquiza y senador nacional de la Confederación Argentina y de Juan Estanislao, coronel de larga actuación en la Argentina, Uruguay, Bolivia y Perú junto al General Lavalle.
| Predecesor: Antonio Sáenz | Rector de la UBA 1825-1826 | Sucesor: Valentín Gómez |